# Lana Gehring
Lana Gehring (n. 21 august 1990, Chicago, Illinois, SUA) este o sportivă ce a reprezentat Statele Unite ale Americii, medaliată olimpică. A participat la o ediție a Jocurilor Olimpice (2010) în care a câștigat o medalie de bronz.

## Participări
Lista de mai jos prezintă principalele competiții la care a participat Lana Gehring de-a lungul carierei.
- short track speed skating at the 2010 Winter Olympics – women's 3000 metre relay[*]